# Vlag van Saint-Barthélemy
De vlag van Saint-Barthelemy bestaat uit een wit veld met daarop het wapen van Saint-Barthélemy. Hoewel de vlag op Saint-Barthélemy gebruikt wordt, heeft deze nog geen officiële status. Een witte vlag met het wapen van Saint-Barthélemy symboliseert het eiland voor het voormalige gemeentehuis en de huidige zetel van de Territoriale Raad in Gustavia. Het wapen is ontworpen door Mireille Louis voor de voormalige gemeente Saint-Barthélemy. Er is ook een variant met de woorden "ILE DE SAINT-BARTHELEMY" in zwarte letters boven het wapen.
Officieel wappert alleen de vlag van Frankrijk, waarvan Saint-Barthélemy een zelfbesturende overzeese gemeenschap is.